# Youngblood (film, 1986)
Pour les articles homonymes, voir Youngblood.
Pour plus de détails, voir Fiche technique et Distribution.
Youngblood est un film américain réalisé par Peter Markle sorti en 1986.

## Synopsis
Le jeune hockeyeur Dean Youngblood découvre le hockey sur glace de haut niveau dans l'antichambre de la Ligue nationale de hockey. Dean Youngblood a 17 ans et quand il est sur des patins à glace, il ne craint personne. Bien décidé à intégrer la ligue Nationale de Hockey, il rejoint l'équipe canadienne des Mustangs de Hamilton, persuadé que son adresse sur une patinoire lui vaudra l'admiration des foules. Mais Dean découvre rapidement que la vitesse et l'agilité de son jeu ne font pas le poids face à l'énergie et la hargne de l'équipe des Bombers de Thunder Bay. Grâce aux conseils de Derek Sutton le capitaine des Mustangs, Dean va apprendre que la vitesse ne suffit pas et qu'être le meilleur a un prix.

## Fiche technique
- Titre : Youngblood
- Réalisation : Peter Markle
- Scénario : Peter Markle et John Whitman
- Producteurs exécutifs : Jon Peters & Peter Guber
- Musique : William Orbit
- Photographie : Mark Irwin
- Durée : environ 110 minutes
- Dates de sortie :
  - États-Unis : 31 janvier 1986
  - France : 4 juin 1986

## Distribution
- Rob Lowe (VF : Éric Legrand) : Dean Youngblood
- Cynthia Gibb (VF : Anne Rondeleux) : Jessie Chadwick
- Patrick Swayze (VF : Dominique Collignon-Maurin) : Derek Sutton
- Ed Lauter (VF : Daniel Gall) : Murray Chadwick
- Jim Youngs (VF : Patrick Floersheim) : Kelly Youngblood
- Eric Nesterenko (VF : Jean-Pierre Moulin) : Blane Youngblood
- George J. Finn (VF : Éric Baugin) : Karl Racki
- Fionnula Flanagan (VF : Béatrice Delfe) : Miss McGill
- Ken James : Frazier
- Peter Faussett (VF : Franck Baugin) : Duane Hewitt
- Walker Boone (VF : Sady Rebbot) : l'assistant de l'entraineur
- Keanu Reeves : Heaver Lempelius
- Catherine Bray (VF : Marie-Laure Beneston) : Maureen, la première jeune fille du bar